# 惠理集團
惠理集團有限公司（港交所：0806）是香港一家資產管理集團，業務集中於大中華地區及亞太地區。1993年由拿督斯里謝清海及葉維義先生創立，於2007年11月22日在港交所主板上市，是第一家在港上市的資產管理公司（股份代號：806）。
集團總部設於香港，於北京、上海、深圳、新加坡、吉隆坡及倫敦亦設有辦事處。惠理自 1993 年建立亞太區資產管理業務開始，一直奉行價值投資守則，專注於大中華區的發展潛力，多年來獲獎無數。
2018年，惠理獲Forbes 福布斯選為亞太區最佳中小上巿企業之一。同年獲證券時報2018年金翼奬頒發「最具成長性港股通公司」。
根據公司發佈的2023年業績，惠理集團在2022年全年虧損5.44億元，於2023年則有利潤2308.8萬元。

## 連結
- 惠理集團 （页面存档备份，存于）